# جاك سيلفر (ملاكم)
جاك سيلفر (بالإنجليزية: Jack Silver)‏ مواليد 16 أغسطس 1903 في سان فرانسيسكو - الوفاة 26 يوليو 1994 في كاليفورنيا، كان ملاكم محترف أمريكي صنّف ضمن فئة وزن الوسط.

## إحصائيات
خاض خلال مسيرته 112 نزالا، فاز في 57 وتعادل في 32 وخسر في 22. فاز بالضربة القاضية في 6 نزالات.

## روابط خارجية
- جاك سيلفر على موقع بوكس ريك (الإنجليزية) (registration required)